# Let ’Em Eat Cake
Let ’Em Eat Cake ist ein Musical mit der Musik von George Gershwin, den Gesangstexten von Ira Gershwin und einem Buch von George Simon Kaufman und Morrie Ryskind. Es handelt sich um die Fortsetzung des Musicals Of Thee I Sing des gleichen Autorenteams aus dem Jahre 1931. Die Uraufführung fand am 21. Oktober 1933 im Imperial Theatre in New York statt.
Dem als satirischen Kommentar auf die Herrschaftsform der Diktatur gedachten Stück war wenig Erfolg beschieden, es wurde nach 90 Aufführungen am Broadway abgesetzt. Seine auf die Zeit und die amerikanischen Verhältnisse ausgerichtete Handlung verhinderte eine Aneignung des Stoffes außerhalb der Vereinigten Staaten. Der bekannteste Titel aus dem Musical ist der Song Mine.

## Handlung
Akt I:
Der Präsident der Vereinigten Staaten John P. Wintergreen wird nach seinem 4 Jahre zurückliegenden triumphalen Einzug ins weiße Haus durch einen spektakulären Wahlkampf (siehe: Of thee i Sing) nicht wiedergewählt. Er, seine Frau Mary und die gesamte Partei sind ratlos und sehen für sich keine Zukunft im durch soziale Unruhen und allgemeine Unzufriedenheit gebeutelten Amerika. In ihrer Not beschließen sie, in New York am Union Square ein Hemdengeschäft speziell für blaue Hemden zu eröffnen. Aufgrund der verheerenden wirtschaftlichen Lage ist jedoch niemand gewillt sein Geld für Hemden auszugeben, was sie dazu zwingt sich mit dem radikalen Revolutionär Krüger zusammenzutun und gemeinsam mit ihm eine Revolution zu starten, als deren Aushängeschild das „Maryblue“-Hemd steht. Der Putsch gelingt letztendlich, da er mit dem Versprechen, die Kriegsschulden einzutreiben, die Army auf seine Seite bringt. Der neu gewählte Präsident und Widersacher Tweedledee wird gestürzt und Wintergreen ergreift erneut die Macht über Amerika, diesmal allerdings als Diktator. Mit neuem Elan verspricht er dem Volk Glück, Wohlstand und Kuchen. Damit endet der Erste Akt.
Akt II:
Die Stimmung im Volk und dem nunmehr blauen Haus ist euphorisch. Doch für Wintergreen und sein Komitee bleibt noch eine Sache zu tun: die der Army versprochenen Kriegsschulden eintreiben. Und das gestaltet sich schwieriger als gedacht, denn die Nationen zeigen sich keineswegs zahlungswillig. Dies bringt Wintergreen in die Bredouille, da ihm nun auch noch der alte Freund Krüger, der inzwischen der Army beigetreten ist, um seinen Gewinn an der Aktion einzuheimsen, im Nacken sitzt. Durch den genialen Einfall Wintergreens wird nun ein Baseballspiel zwischen den amerikanischen Blauhemden und dem Rest der Welt ausgetragen, um die Kriegsschulden erneut zu verhandeln. Als Schiedsrichter wird Vizepräsident Throttlebottom auserkoren, allerdings nur um ihn von den innerparteilichen Besprechungen fernzuhalten und eben das wird ihm zum Verhängnis. Durch eine vermeintliche Fehlentscheidung seinerseits verlieren die Vereinigten Staaten die den Nationen somit gezwungenermaßen die Kriegsschulden erlassen müssen, und Throttlebottom wird wegen Hochverrats angeklagt und zum Tode verurteilt.
Krüger reißt unerwartet die Macht an sich und verurteilt nun auch Wintergreen und seine Minister zum Tod durch Enthauptung.
Als der Tod durch die Guillotine naht, werden sie doch noch von Mary gerettet, die mit einer Modenschau die anwesenden Frauen für sich gewinnt und den Tyrannen Krüger entmachtet.
Wintergreen lehnt es ab, noch einmal Präsident zu werden und bietet das Amt großmütig seinem Vorgänger Tweedledee an, der jedoch zugunsten eines Angebots als Präsident von Kuba ebenfalls ablehnt. Diese glückliche Fügung macht letztendlich Throttlebottom zum Präsidenten.